# AB Berner & Co
AB Berner & Co är en svensk återförsäljare av nya och begagnade fordon, där de säljer och leasar bilar och nyttofordon till privata- och företagskunder i Härjedalen, Jämtland, Medelpad och Ångermanland. De har även bland annat auktoriserade verkstäder, butiker för försäljning av reservdelar och tillbehör och uthyrning av bilar från Europcar.
Företaget grundades i oktober 1925 av Gunnar Berner, Torsten Brolén och Gunnar Öhrstedt, som en importör och försäljare av kontorsmaskiner. 1926 började man även tillverka radioapparater och året därpå fick man ett exklusivt avtal med den nederländska elektroniktillverkaren Koninklijke Philips Electronics N.V. om att sälja deras radioapparater i Härjedalen och Jämtland. 1928 gick Berner in i bilförsäljningsbranschen när man skrev på avtal med den amerikanska biltillverkaren General Motors Corporation, om att sälja fordon från märkena Buick, GMC och Oldsmobile. Genom åren sålde man även fordon från Citroën, Morris, Opel och Willys Jeep och under vissa tidsperioder även också båtar, båtmotorer, cyklar, motorsågar, snöskotrar och traktorer.
Huvudkontoret är beläget i Östersund.

## Fordonsmärken
De har försäljningsavtal med följande fordonsmärken.
| Bilar: - Audi - Seat - Škoda Auto - Volkswagen | Bussar/Pickuper/Skåpbilar/Taxitransporter: - Volkswagen | Lastbilar: - Scania |